# Békés Megyei Könyvtár
A Békés Megyei Könyvtár (2012. december 31-ig Békés Megyei Tudásház és Könyvtár)  könyvtárként funkcionál a város és a megye számára. 1952-ben alapították, közvetlenül a megyerendezések után, így Magyarország első megyei könyvtára lett.

## Története

### Előzmények
Békéscsabán a nyilvános könyvtári múlt a 19. század második feléig nyúlik, ekkoriban több egyesület is tartott fenn könyvtárakat, így a városi könyvtár elődjének tekintett Békéscsabai Múzeum Egyesület is. Ennek könyvtára 1899-ben szerveződött és 1912-ben vált a köz előtt is nyilvánossá. A két világháború között működő polgári kulturális kör, az Auróra-kör tartott fenn könyvtárat. A második világháború után, 1945-ben Féja Géza kezdett könyvtárszervező munkába a gazdátlanná vált könyvgyűjteményekből.
Ezzel párhuzamosan a Szabadművelődési Felügyelőség a megyében vándorkönyvtárat szervezett, melynek felügyeletére 1949-ben Békéscsabán körzeti könyvtárat hoztak létre, majd egy év múlva a Központi Technológiai Könyvtár létesített itt fiókkönyvtárat.

### A könyvtár megszervezése
A város a volt polgármesteri lakást jelölte ki a gyűjtemények számára, ahová 1951 májusában a Féja Géza szervezte városi könyvtárat is átköltöztették. Célszerűnek tűnt az egy helyen működő könyvtárakat egyesíteni, melyre már 1952-ben került sor. Ezzel a könyvtár lett az ország első megyei könyvtára, mely a következő években a szakmai közvélemény és az olvasók számára is egyre több újdonsággal szolgált, így 1958-ban Lipták Pál kezdeményezésére elsőként vezették be a szabad könyvválasztás lehetőségét, az úgynevezett szabadpolcos rendszert. További jelentős újítás volt az 1962-ben önálló egységként alapított gyerekkönyvtár megszervezése, majd 1964-től kezdetét vette a zenei gyűjtemény kialakítása.

### Új épületben
Mindezek működéséhez és az egyes állománytestek egymásól jól elhatárolt, de átjárható és mobil elhelyezéséhez a régi könyvtárépület már nem volt alkalmas, ezért felvetődött egy új könyvtár építésének gondolata, melynek tervezése már 1973-ban indult, az alapkő-letételre 1979-ben, az új könyvtárépület átadására pedig 1985-ben került sor. Ezzel új korszak vette kezdetét: már rá egy évre, 1986-tól számítógéppel támogatott a kölcsönzés, majd a fejlődés a rendszerváltás után sem állt meg. 1991-től folyik helyismereti adatbázisok építése, 1992-ben IIF tagintézménnyé vált. Ezzel az „X.25-ös hálózaton” keresztül az IIF keretrendszer szolgáltatásai váltak hozzáférhetővé, miközben folyt a helyi hálózat kiépítése, mely 1994-re lezárult. Ebben az évben kezdődött meg a kurrens állomány feldolgozásával a számítógépes katalógus építése. 1995-ben Unix alapú számítógépek kerültek telepítésre és 1996-ban a bérelt vonal kiépítésével valamint az NIIF által biztosított Internet routerrel lehetővé vált a TCP/IP szerinti kommunikáció, így 1996-tól Internet klub működik, melyhez mindenki hozzáférhet.

## Épület
Az intézmény épülete Békéscsabán található, egyik oldala az Élővíz-csatornára, a másik a Kossuth térre néz. Békéscsaba belvárosának közepén helyezkedik el, a Malom tér mellett.
Maga az épület háromszintes, földszint plusz két emelet, azt mozgássérültek, valamint vakok és gyengénlátók is használhatják, vakvezető sávok állnak rendelkezésükre. Alaprajz szerint téglalap alakú. Viszonylag modern, jó állapotban van, jól felszerelve. A vendégek részére ruhatár, italautomata, számítógépek állnak rendelkezésre internetkapcsolattal.

## A könyvtár szolgáltatásai
| - könyvtárlátogatás - gyűjtemény helyben használata - állományfeltáró eszközök használata - információ a könyvtár és a könyvtári rendszer szolgáltatásairól - tájékoztatás a könyvtár és más könyvtárak állományáról, a könyvtár által vásárolt, előfizetett, vagy készített adatbázisokban, adattárakban és az interneten elérhető információkról - könyvtári dokumentumok meghatározott körének kölcsönzése, előjegyzése, a kölcsönzési határidő meghosszabbítása, könyvtárközi kölcsönzés - bibliográfiai és szakirodalmi tájékoztatás - segítségnyújtás irodalomkutatásban és témafigyelésben - helyismereti tájékoztatás, sajtó- és témafigyelés - közhasznú információszolgáltatás | - Európai Unióval kapcsolatos információk nyújtása - távoktatási információk nyújtása, nyelvtanulás segítése - internet-hozzáférés - irodai, reprográfiai szolgáltatás - előzetes bejelentés alapján csoportok fogadása, csoportos könyvtári foglalkozások tartása - termek bérbeadása, rendezvények szervezése, kiállítások rendezése - szakmai módszertan, képzés, továbbképzés - nemzetiségi könyvtári ellátás - városi fiókkönyvtári ellátás - könyvtárellátási szolgáltatások |

## Osztályok
- Általános tájékoztató és kölcsönző osztály
- Gyarapító osztály
- Feldolgozó osztály
- Gyermekkönyvtár
- Gyermekkönyvtár (a könyvtár hálózatáról)
- Békési gyűjtemény
- Információs szolgálat
- Informatikai részleg
- Irodalmi osztály
- Módszertani osztály
- Tájékoztató osztály (olvasóterem)
- Zenei könyvtár

## Külső hivatkozások
- A Békés Megyei Könyvtár oldala
- Békés Megyei Könyvtár Archiválva 2020. július 22-i dátummal a Wayback Machine-ben (szócikk a BékésWikiben)